# Daniel E. Koshland, Jr.
Daniel E. Koshland, Jr.   (Manhattan, 30 de març de 1920 - Walnut Creek, 23 de juliol de 2007) fou un bioquímic estatunidenc d'ètnia jueva. Reorganitzà l'estudi de la biologia a la Universitat de Califòrnia Berkeley, i va ser editor de la revistacientífica Science, des de 1985 a 1995. Va ser membre de la National Academy of Sciences.